# 布希勒副單棘魨
布希勒副單棘魨（学名：Paramonacanthus pusillus），又名剝皮魚，为輻鰭魚綱魨形目鱗魨亞目單棘魨科副單棘魨屬下的一个种，為熱帶海水魚，分布於印度西太平洋區，從紅海至南非，延伸至澳洲北部海域，棲息深度28-79公尺，體長可達14.6公分，棲息在沙泥底質海域，生活習性不明。